# Железнодорожная Будка 1405-й км
Железнодорожная будка 1405-й км — упразднённый населённый пункт (тип: железнодорожная будка) в составе Краснокамского городского округа в Пермском крае России.

## География
Населённый пункт находится с северной стороны от железной дороги Москва-Пермь, непосредственно смыкаясь с посёлком железнодорожной площадки Мишкино Краснокамского городского округа.
Климат
Климат умеренно континентальный. Наиболее тёплым месяцем является июль, средняя месячная температура которого 17,4—18,2 °C, а самым холодным январь со среднемесячной температурой −15,3…−14,7 °C. Продолжительность безморозного периода 110 дней. Снежный покров удерживается 170—180 дней.

## История
Населённый пункт появился при строительстве железной дороги. В селении жили семьи тех, кто обслуживал железнодорожную инфраструктуру.
До 2018 года населённый пункт входил в Оверятское городское поселение Краснокамского района. После упразднения обоих муниципальных образований вошёл в состав образованного муниципального образования Краснокамского городского округа.
Упразднена в ноябре 2023 года как фактически слившаеся с посёлком ж.-д. площадки Мишкино.

## Население
| 2010 | 2023 |
| ---- | ---- |
| 32   | ↘3   |

## Транспорт
Автомобильное сообщение по асфальтированной дороге Новая Ивановка — полигон ТБО. Остановка пригородных поездов, автобусов «Стрелка».